# Cẩm Vịnh
Cẩm Vịnh là một xã thuộc thành phố Hà Tĩnh, tỉnh Hà Tĩnh, Việt Nam.

## Vị trí địa lý, diện tích tự nhiên
Nằm ở phía bắc huyện Cẩm Xuyên, địa giới giáp với thành phố Hà Tĩnh.
- Phía Bắc giáp với TP Hà Tĩnh
- Phía Nam giáp với Cẩm Thành
- Phía Tây giáp với Cẩm Thạch
- Phía Đông giáp với Thạch Bình - Thành phố Hà Tĩnh.

Xã Cẩm Vịnh có diện tích 7,51 km², dân số năm 1999 là 4.413 người, mật độ dân số đạt 588 người/km².
Có 4,5 km sông Ngàn Mọ chảy qua địa bàn.
Từ xa xưa trên địa bàn xã này có tuyến kênh Nhà Lê nối từ  kinh đô Hoa Lư đến Đèo Ngang đi qua, là tuyến đường thủy đầu tiên trong lịch sử Việt Nam và được coi là tuyến đường Hồ Chí Minh trên sông vì những đóng góp cho các cuộc chiến tranh của người Việt.

## Dân cư
Có 1079 hộ, 4761 người được phân chia thành 8 thôn
- thôn Một (Phúc Một)
- thôn Hai (phúc Hai)
- thôn Tam Trung
- thôn Yên Khánh
- thôn Đông Hạ
- thôn Tam Đồng
- thôn Ngụ Quế
- thôn Đông Vịnh

## Kinh tế - văn hóa - xã hội
Kinh tế chủ yếu là phát triển nông nghiệp, thu nhập chính là trồng trọt và chăn nuôi.

Cuộc sống của đa số nông dân còn nhiều khó khăn nhưng nhân dân Cẩm Vịnh luôn cần cù, chịu khó, biết đoàn kết từng bước xây dựng quên hương giàu đẹp.

Năm 2004 đã được Đảng, nhà nước phong tặng danh hiệu AHLLVT.